# Pawnee County (Nebraska)
Pawnee County ist ein County im Bundesstaat Nebraska der Vereinigten Staaten. Der Verwaltungssitz (County Seat) ist Pawnee City.

## Geographie
Das County liegt im Südosten von Nebraska, grenzt im Süden an Kansas, ist im Osten etwa 50 Kilometer von Missouri entfernt und hat eine Fläche von 1121 Quadratkilometern, wovon 4 Quadratkilometer Wasserfläche sind. Es grenzt in Nebraska im Uhrzeigersinn an folgende Countys: Richardson County, Gage County, Johnson County und Nemaha County.

## Geschichte
Pawnee County wurde 1854 gebildet. Benannt wurde es nach dem Volk der Pawnee. Am 30. Mai 1879 zog der Tornado Irving durch das Richarson County. Dieser Tornado erreichte Windgeschwindigkeiten von bis zu ca. 420 km/h, was eine Klassifizierung F4 in der Fujita-Skala bedeutet. Er hinterließ einen Zerstörungspfad, der 750 m breit und 160 Kilometer lang war. Achtzehn Menschen wurden getötet und 60 verletzt.
14 Bauwerke und Stätten des Countys sind insgesamt im National Register of Historic Places eingetragen (Stand 12. Februar 2018).

## Demografische Daten

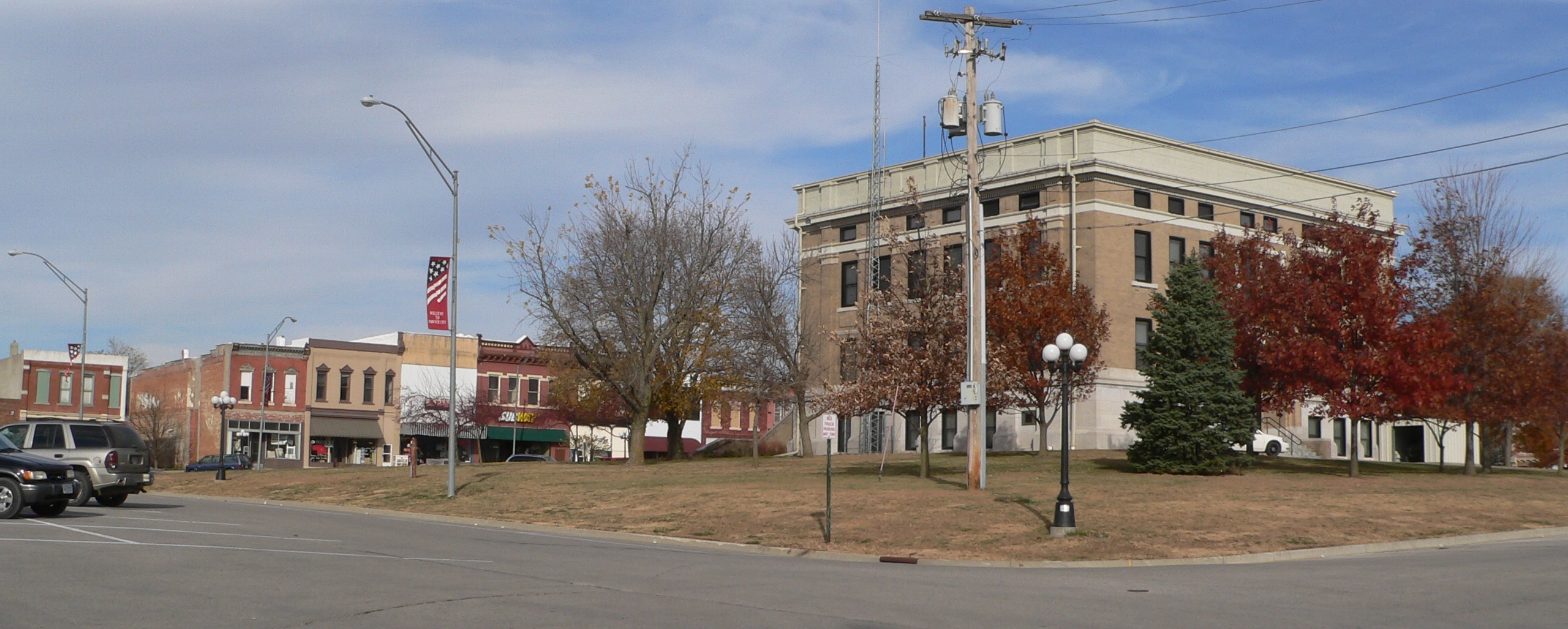
Pawnee City Historic Business District, gelistet im NRHP

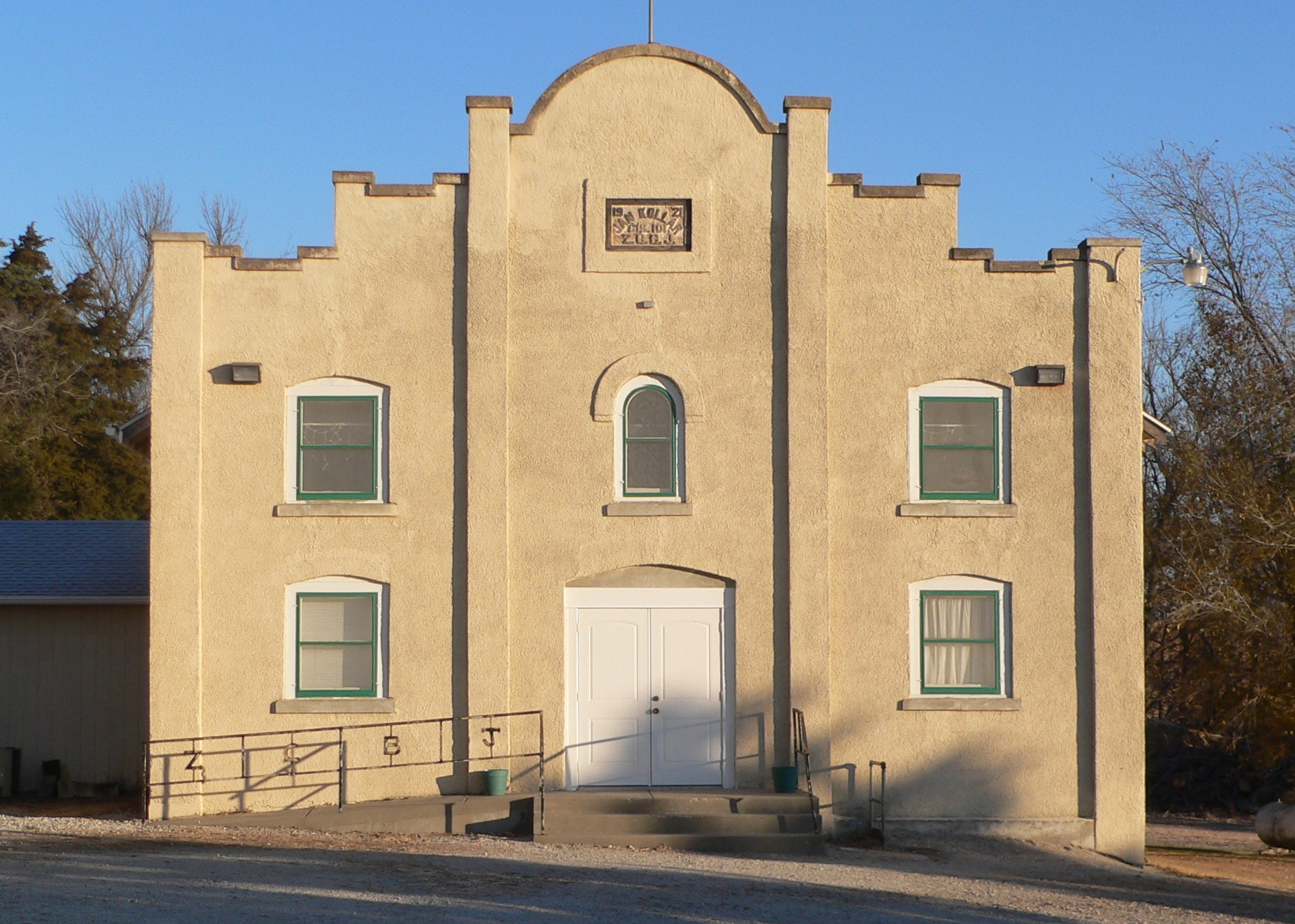
Rad Jan Kollar cis 101 Z.C.B.J., gelistet im NRHP

Nach der Volkszählung im Jahr 2000 lebten im Pawnee County 3087 Menschen. Davon wohnten 54 Personen in Sammelunterkünften, die anderen Einwohner lebten in 1339 Haushalten und 850 Familien. Die Bevölkerungsdichte betrug 3 Einwohner pro Quadratkilometer. Ethnisch betrachtet setzte sich die Bevölkerung zusammen aus 98,9 Prozent Weißen, 0,2 Prozent amerikanischen Ureinwohnern und 0,3 Prozent Asiaten; 0,7 Prozent stammten von zwei oder mehr Ethnien ab. 0,7 Prozent der Bevölkerung waren spanischer oder lateinamerikanischer Abstammung.
Von den 1339 Haushalten hatten 24,4 Prozent Kinder und Jugendliche unter 18 Jahre, die bei ihnen lebten. 54,8 Prozent waren verheiratete, zusammenlebende Paare, 5,6 Prozent waren allein erziehende Mütter, 36,5 Prozent waren keine Familien, 32,9 Prozent waren Singlehaushalte und in 20,2 Prozent lebten Menschen im Alter von 65 Jahren oder darüber. Die Durchschnittshaushaltsgröße betrug 2,27 und die durchschnittliche Familiengröße lag bei 2,86 Personen.
Auf das gesamte County bezogen setzte sich die Bevölkerung zusammen aus 22,7 Prozent Einwohnern unter 18 Jahren, 5,1 Prozent zwischen 18 und 24 Jahren, 21,0 Prozent zwischen 25 und 44 Jahren, 24,2 Prozent zwischen 45 und 64 Jahren und 27,1 Prozent waren 65 Jahre alt oder darüber. Das Durchschnittsalter betrug 46 Jahre. Auf 100 weibliche Personen kamen 92,5 männliche Personen. Auf 100 Frauen im Alter von 18 Jahren oder darüber kamen statistisch 91,3 Männer.
Das jährliche Durchschnittseinkommen eines Haushalts betrug 29.000 US-Dollar, das Durchschnittseinkommen der Familien betrug 36.326 USD. Männer hatten ein Durchschnittseinkommen von 24.770 USD, Frauen 17.976 USD. Das Prokopfeinkommen betrug 16.687 USD. 6,8 Prozent der Familien und 11,0 Prozent der Bevölkerung lebten unterhalb der Armutsgrenze. Darunter waren 13,6 Prozent der Kinder und Jugendlichen unter 18 Jahren und 11,8 Prozent der Senioren ab 65 Jahren.

## Orte im County
- Bookwalter
- Burchard
- Du Bois
- Lewiston
- Mayberry
- Pawnee City
- Steinauer
- Table Rock